# Clubhouse (Fernsehsender)
Clubhouse war ein deutscher Pay-TV-Sender, der am 28. Juli 1996 um 7:00 seinen Sendebetrieb aufnahm. Der Sender wurde von der Bayerischen Landeszentrale für neue Medien (BLM), die auch aufsichtsführende Landesmedienanstalt für den Kanal war, lizenziert. Der Sender strahlte sein Programm täglich zwischen 7:00 und 19:00 unter dem Claim Fernsehen von Kids für Kids aus.

## Verbreitung
Das Programm wurde bundesweit über DF1 ausgestrahlt. Bedingt durch die Fusion von DF1 und Premiere zu Premiere World wurde das Programm 1999 eingestellt.

## Programm
Das Programm des Senders bestand aus Zeichentrickserien und Realserien jeglicher Art; die Zielgruppe waren Kinder und Jugendliche. Etwa die Hälfte der ausgestrahlten Sendungen erfolgten in deutscher Erstausstrahlung. Andere Sendungen wurden stattdessen aus dem Programm von z. B. Sat.1, Kabel 1 oder weiteren Sendern übernommen. So strahlte Clubhouse, ergänzend zum Free-TV-Sender Nickelodeon, Klassiker wie Clarissa oder Pete & Pete, auch über die Einstellung des deutschen Nickelodeon-Ablegers hinaus, aus.